# Adyváros
Adyváros (korábbi nevén: Ady Endre lakótelep) Győr egyik városrésze, amelyet 1968 és 1978 között építettek. Összesen 9100 lakás készült el.
Szűk határa a Szigethy Attila út, a vasút és a Tihanyi Árpád út, de az ezeken az utakon átnyúló négy-, illetve (többségében) tízemeletes házak is a városrészhez tartoznak. Lakóinak száma a legutóbbi népszámláláskor kb. 17 500 fő volt.
A Kodály Zoltán utca a Győri Házgyár (GYÁÉV, amelynek kapacitása évi 4200 lakás volt) „termékeinek” a főútvonala. Ez lett az első modern győri lakótelep, amellyel az ipartelepek által nyújtott munkalehetőségekkel élők és a Győrbe bevándorlók lakásigényét csillapították. Tízemeletes panelházak váltakoznak a négyemeletes sorházakkal.
A lakótelep legnagyobb problémája az elöregedett házak (építése a 60-as években kezdődött) és a parkolók hiánya. Sivárságát zöldterületek létrehozásával mérsékelték.
2016-ban a 24.hu-n meghirdetett szavazáson az ország kedvenc lakótelepének választották.